# Quetzalia stipitata
Quetzalia stipitata là một loài thực vật có hoa trong họ Dây gối. Loài này được (Lundell) Lundell miêu tả khoa học đầu tiên năm 1970.